# Clas-Göran Turesson
Clas-Göran Turesson, född 7 januari 1947 i Helsingborg, är en svensk skådespelare och regissör.

## Biografi
Turesson är son till skådespelaren Rune Turesson och hans hustru Rut, född Stenberg.. Han utbildades vid Dramatiska Institutets radiolinje 1978-1980. 

## Rollista
- 1994 - Den vite riddaren (TV)
- 1995 - Du bestämmer (TV)
- 1995 - Snoken (TV)
- 1996 - Anna Holt - polis (TV)
- 1996 - Zonen (TV)
- 1996 - Skilda världar (TV)
- 1997 - Spring för livet (film)
- 1999 - Dödlig drift (film)
- 1999 - Hälsoresan – En smal film av stor vikt (film)
- 1999 - Sjätte dagen (TV)
- 1999 - Sherdil (film)
- 1999 - Turistaffären (film)
- 2000 - Före stormen (film)
- 2001 - Livvakterna (film)
- 2002 - Hem till byn (TV)
- 2003 - Om jag vänder mig om (film)
- 2003 - Solisterna (TV)
- 2004 - Orka! Orka! (TV)
- 2005 - Lasermannen (TV)
- 2005 - Kommissionen (TV)
- 2012 – Call Girl

## Teater

### Regi
| År   | Produktion      | Upphovsmän                                             | Teater                   |
| ---- | --------------- | ------------------------------------------------------ | ------------------------ |
| 1989 | Föreställningen | Clas-Göran och Rune Turesson Fritt efter Anton Tjechov | Helsingborgs stadsteater |
| 1989 | En far som mor  | Michael Ramløse Översättning Johan Celander            | Helsingborgs stadsteater |